# NGC 7402
NGC 7402 é uma galáxia lenticular (S0) localizada na direcção da constelação de Pisces. Possui uma declinação de +01° 08' 42" e uma ascensão recta de 22 horas, 53 minutos e 04,4 segundos.
A galáxia NGC 7402 foi descoberta em 2 de Outubro de 1856 por William Parsons.